# Kadlub Turawa
Kadlub Turawa, polnisch Kadłub Turawski ist eine Ortschaft in Oberschlesien. Kadlub Turawa liegt in der Gemeinde Turawa im Powiat Opolski (Landkreis Oppeln) in der polnischen Woiwodschaft Opole. Seit 2012 ist Kadlub Turawa offiziell zweisprachig (Polnisch und Deutsch).

## Geographie

### Geographische Lage
Kadlub Turawa liegt in der historischen Region Oberschlesien im Oppelner Land. Der Ort liegt 10 Kilometer östlich vom Gemeindesitz Turawa und 22 Kilometer nordöstlich von der Kreisstadt und Woiwodschaftshauptstadt Opole (Oppeln).
Der Ort liegt in der Nizina Śląska (Schlesischen Tiefebene) innerhalb der Równina Opolska (Oppelner Ebene). Durch den Ort verläuft die Brynica, ein rechter Zufluss der Mała Panew (dt. Malapane). Durch den Ort verläuft die Woiwodschaftsstraßen Droga wojewódzka 463.

### Nachbarorte
Nachbarorte von Kadlub Turawa sind im Norden Ellguth Turawa (Ligota Turawska), im Osten Sacrau Turawa (Zakrzów Turawski), im Süden Biestrzynnik (Ringwalde) und Dylaki (Dylocken) und im Südwesten Friedrichsfelde (Rzędów).

## Geschichte

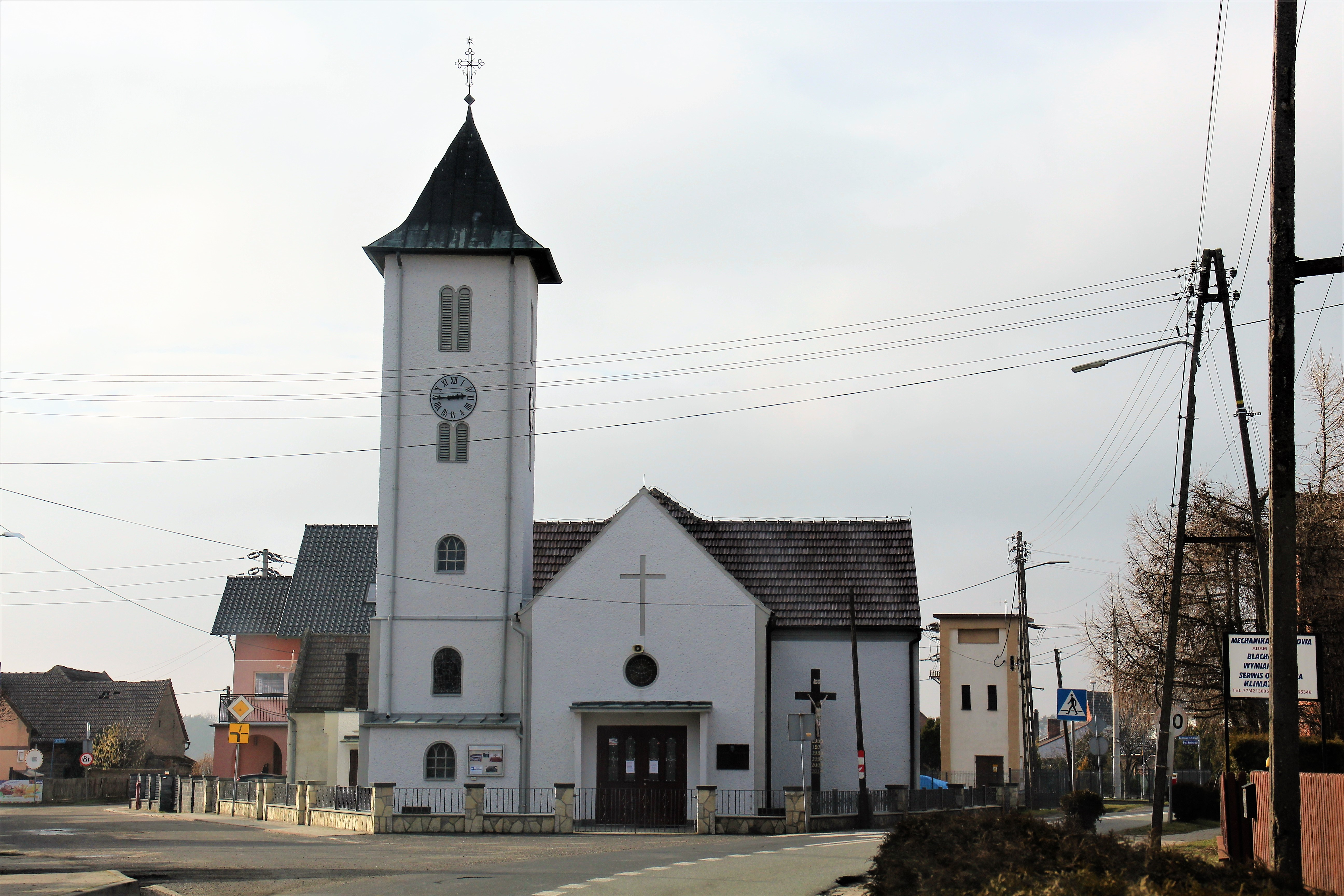
Rosenkranzkirche

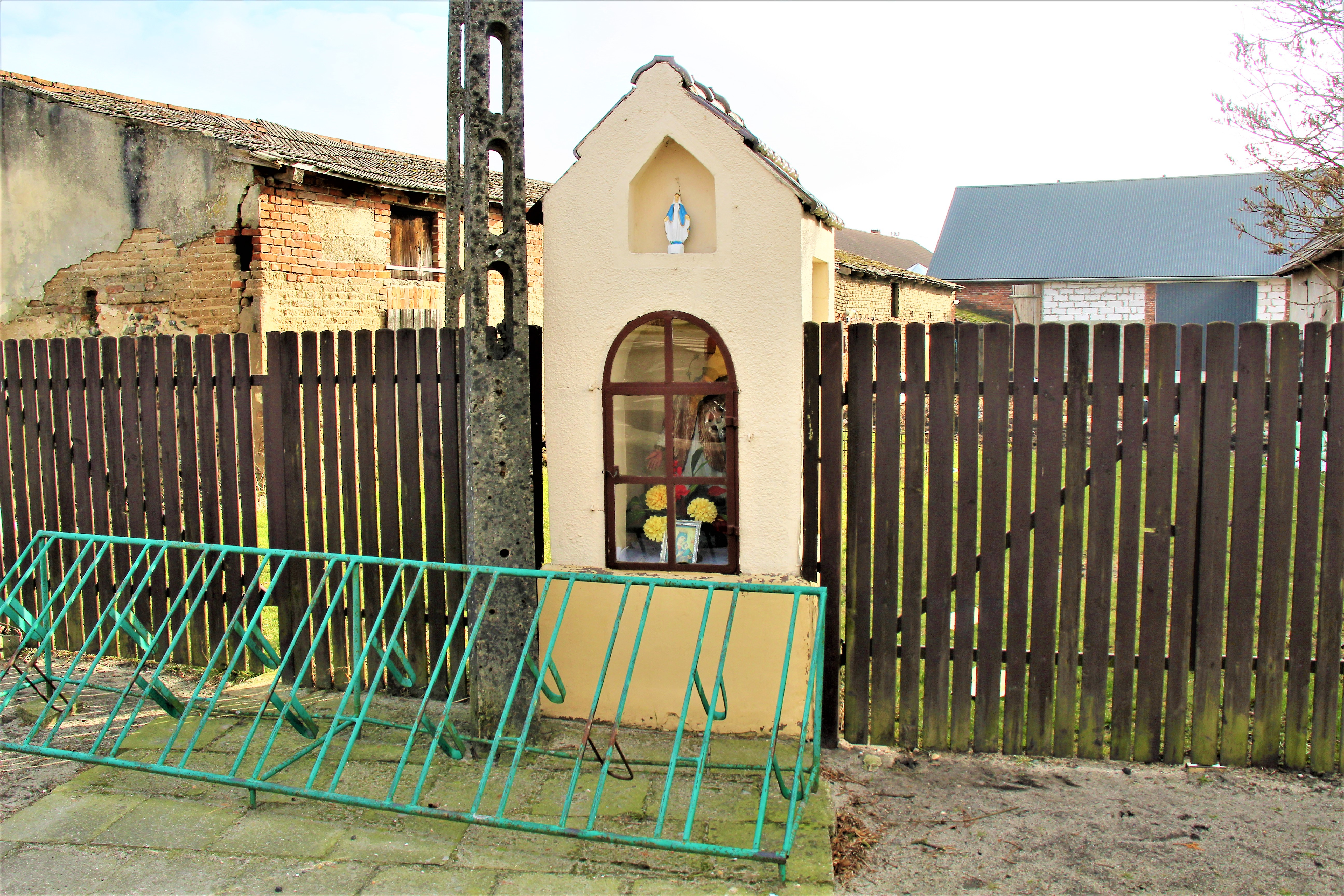
Nepomukkapelle

Der Ort wurde 1295 erstmals urkundlich erwähnt.
Nach dem Ersten Schlesischen Krieg 1742 fiel Kadlub Turawa mit dem größten Teil Schlesiens an Preußen.
Nach der Neuorganisation der Provinz Schlesien gehörte die Landgemeinde Kadlub Turawa ab 1816 zum Landkreis Oppeln im Regierungsbezirk Oppeln. 1845 bestanden ein Pechofen, eine Schmiede sowie 75 Häuser. Im gleichen Jahr lebten in Kadlub Turawa 576 Menschen, davon 16 evangelisch und fünf jüdisch. 1865 hatte der Ort 17 Bauernhöfe und 7 Gärtner- und 53 Häuslerstellen. 1874 wurde der Amtsbezirk Bierdzan gegründet, welcher aus den Landgemeinden Bierdzan, Ellguth-Turawa, Kadlub-Turawa und Sackrau-Turawa und den Gutsbezirken Bierdzian, Ellguth-Turawa, Kadlub-Turawa und Sackrau-Turawa und der Colonie Sackrau-Turawa bestand.
Bei der Volksabstimmung in Oberschlesien am 20. März 1921 stimmten 171 Wahlberechtigte für einen Verbleib bei Deutschland und 292 für Polen. Kadlub-Turawa verblieb beim Deutschen Reich. Um 1930 wurde der Amtsbezirk Bierdzan aufgelöst und Kadlub Turawa wurde dem Amtsbezirk Turawa zugeordnet. 1933 lebten im Ort 796 Einwohner. Am 10. August 1936 wurde der Ort in Fichten/Oberschlesien umbenannt. 1939 hatte der Ort 754 Einwohner. Bis 1945 befand sich der Ort im Landkreis Oppeln.
Als Folge des Zweiten Weltkrieges kam der bisher deutsche Ort 1945 an Polen, wurde in Kadłub Turawski umbenannt und der Woiwodschaft Schlesien angeschlossen. 1950 kam der Ort zur Woiwodschaft Opole. 1999 kam der Ort zum wiedergegründeten Powiat Opolski. Am 8. März 2012 erhielt der Ort zusätzlich den amtlichen deutschen Ortsnamen Kadlub Turawa.

## Sehenswürdigkeiten und Denkmale
- Katholische Rosenkranzkirche an der ul. Głowna
- Bildstöcke
- Gedenkstein für die 700-Jahr-Feier des Ortes
- Nepomukkapelle
- Wegkreuze

## Vereine
- Deutscher Freundschaftskreis
- Freiwillige Feuerwehr OSP Kadłub Turawski